# Пенопласт

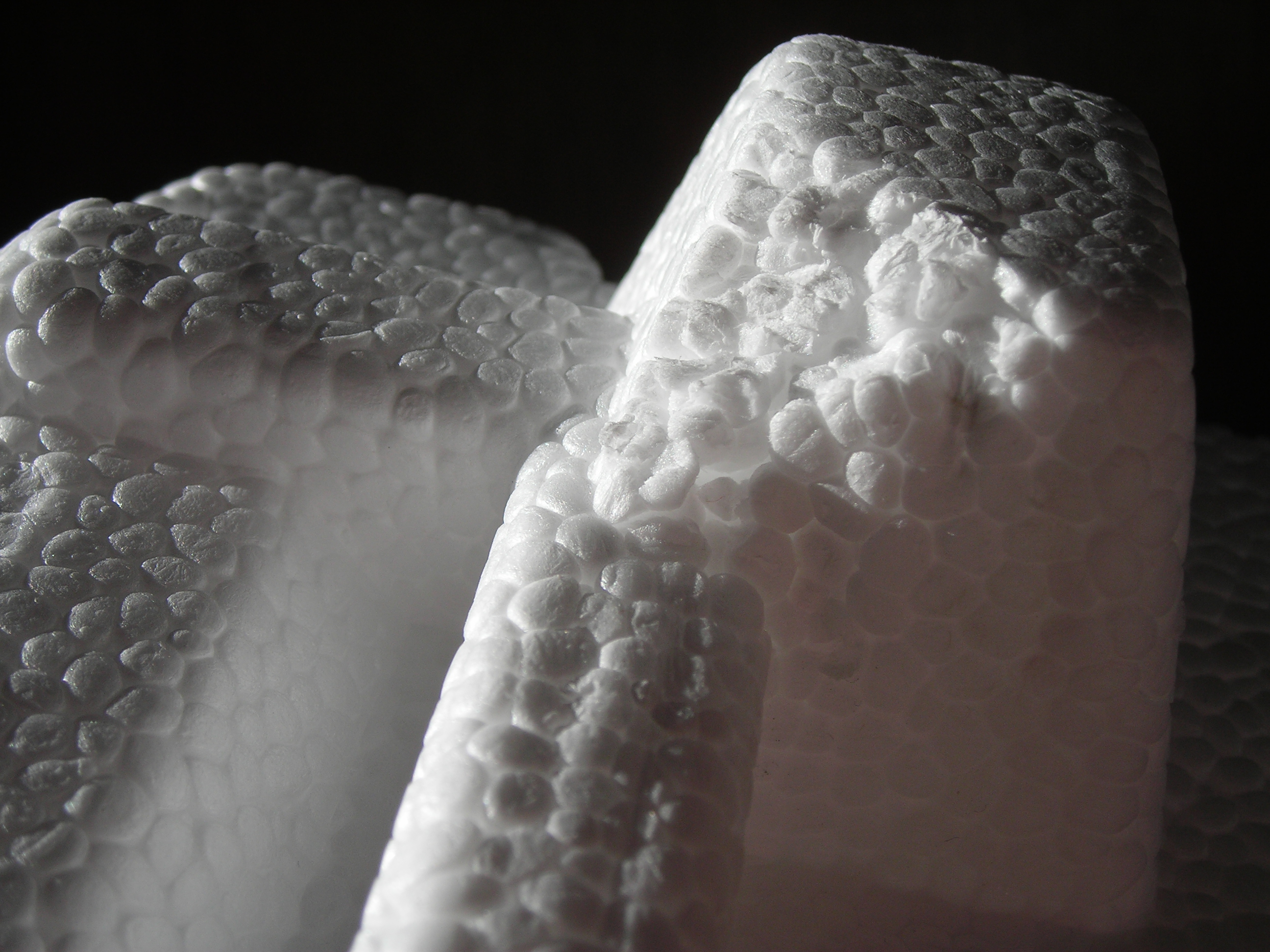
Полистирольный пенопласт

Пенопла́ст — пористый материал, составленный из не сообщающихся друг с другом ячеек, представляющий собой вспененные (ячеистые) пластические массы.
Поскольку основной объём пенопласта занимает газ, плотность пенопласта существенно ниже, чем плотность его исходного сырья (полимера). Это обусловливает сравнительно высокие теплоизоляционные свойства (конвекционная передача тепла проходит в отдельно взятой ячейке, теплопередача по стенкам ячеек незначительна в силу их малой толщины) и звукоизоляционные свойства (тонкие и сравнительно эластичные перегородки ячеек — плохой проводник звуковых колебаний) материалов данного класса. Коэффициент теплопроводности обычного полихлорвинилового пенопласта варьируется от 0,035 до 0,058 Вт/(м • К).
Пенопласты были получены практически из всех наиболее широко применяемых пластмасс (полимеров), поэтому наиболее известными материалами данного класса являются: полиуретановые пенопласты, поливинилхлоридные пенопласты, фенол-формальдегидные, карбамидно-формальдегидные пенопласты и полистирольный пенопласт.
В зависимости от состава сырья и технологии его обработки возможно выпускать пенопласт разной плотности, механической прочности, стойкости к различным видам воздействия. Этими факторами и обусловливается выбор конкретного вида пенопласта для применения в тех или иных условиях и целях. Чем выше плотность пенопласта, тем лучше прочие его качества. Прочность на сжатие термоформованного пенопласта составляет 150 кПа, а пенопласт с добавлением графита обладает наилучшими теплоизоляционными характеристиками с коэффициентом теплопроводности 0,031-0,033 Вт/мК. 
В бытовых условиях человек чаще всего сталкивается с таким видом пенопласта, как беспрессовый пенополистирол (был изобретен фирмой BASF в 1952 году, фирменное название «стиропор»). Гранулы стиропора (ПСВ / EPS) получают путём полимеризации стирола при одновременном добавлении порообразующего вещества (пентана). Пенопласт ПСБ-С (пенополистирол, стиропор) — широко известный теплоизоляционный материал, на 60 % состоящий из газа, заключенного в микроскопических тонкостенных ячейках из полистирола.

## Свойства
- Пенопласты обладают высокими теплоизолирующими свойствами при условии, что температура эксплуатации (конкретного вида пенопласта) не превышает температуры его деструкции (разрушения, потери структуры);
- Пенопласты, разрешенные к применению в строительстве и для упаковки, не являются токсичными материалами, некоторые его виды (например, пенополистирол) допустимы для контакта с пищевыми продуктами, что позволяет широко использовать его в качестве упаковки продуктов питания и для одноразовой посуды (однако следует информировать потребителя об опасности его нагрева);
- Пенопласты чрезвычайно легкие материалы, благодаря чему они довольно удобны в монтаже, укладке и креплении, но обращение может усложниться при порывах ветра и при транспортировке.

Тем не менее, при этом:
- Пенополистирол легко разрушается под воздействием многих технических жидкостей (бензол, дихлорэтан, ацетон) и их паров, что следует учитывать в том числе при выборе лакокрасочных материалов в строительстве и отделке. В низших спиртах, низкомолекулярных алифатических углеводородах, простых эфирах, фенолах и воде пенополистирол нерастворим.
- Факт применения пенополистирола в строительстве конкретного здания ещё вовсе не означает, что кем-то заблаговременно предприняты все необходимые и достаточные меры против того, что кем-либо когда-либо за время существования здания будут применены в ремонте и отделке какие-либо материалы (краски, лаки, и т. п.) содержащие, например, кетоны (см. «ацетон»), соответственно приводящие к порче (разрушению) пенополистирола. Соответственно, теоретическая применимость пенополистирола в строительстве сильно ограничена фактическими условиями его применения.
- Пенопласт не подвержен воздействию микроорганизмов, не создает благоприятной среды для развития водорослей и грибов, однако благодаря неровной (шероховатой) поверхности создает условия для закрепления на поверхности изделия из пенопласта колоний микроорганизмов (водорослей);
- Легкость обработки при помощи любых подсобных инструментов, в том числе пилы, ножа и т. п., не должна вводить в опасное заблуждение. Пенопласт легко режется горячей проволокой, однако это требует соблюдения правил безопасности (работы должны выполняться на открытом воздухе или в проветриваемых помещениях).
- Большинство видов пенопластов при горении выделяют крайне токсичные вещества, что ограничивает их применение в отделке жилых помещений и фасадов зданий[5].

## Применение

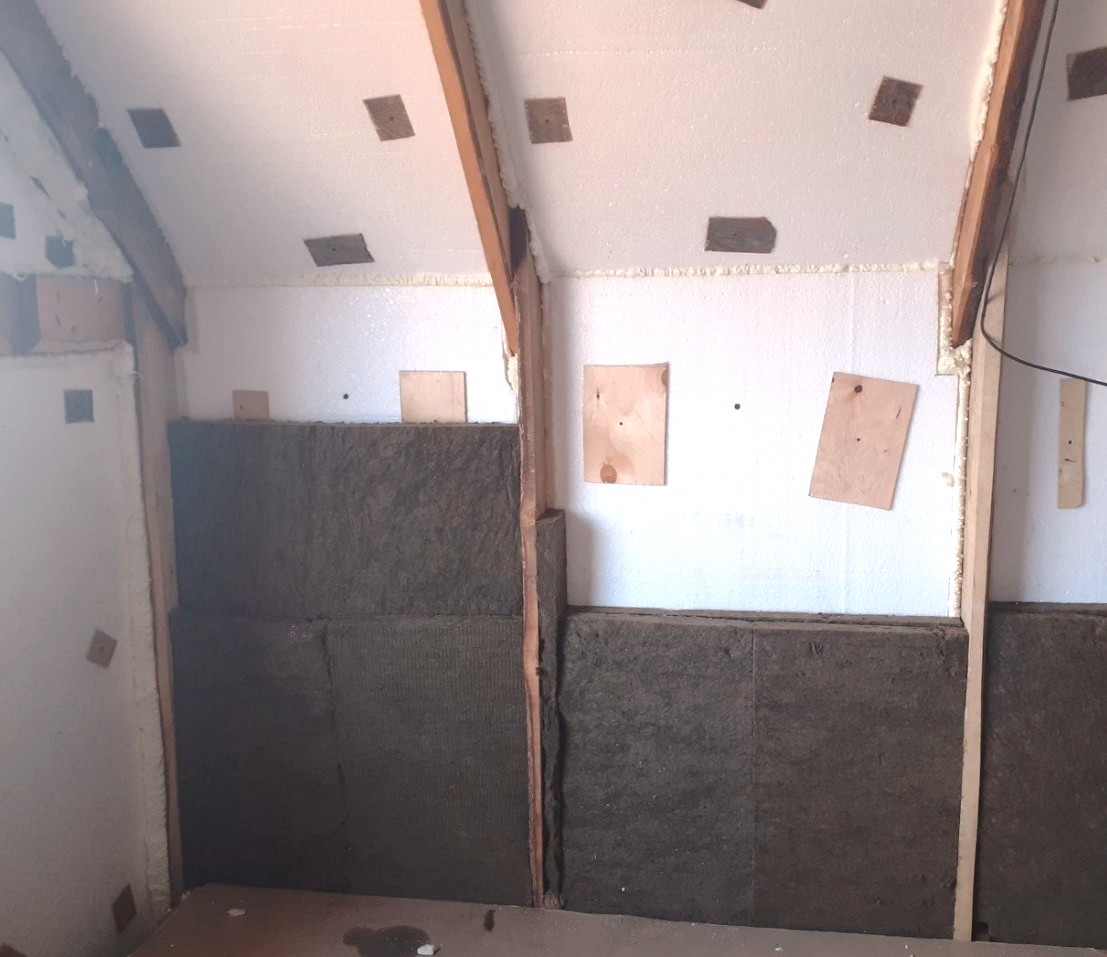
Пенопласт в качестве утеплителя при строительстве мансарды

- лёгкий заполнитель отсеков, обеспечивающих непотопляемость судов (чаще маломерных);
- материал для изготовления поплавков, спасательных жилетов и нагрудников;
- материал для изготовления медицинских тар, в том числе для транспортировки донорских органов;
- теплоизолятор в строительстве;
- конструкционный строительный и отделочный материал (формообразующие и декоративные элементы);
- теплоизолятор в бытовых приборах (например, в холодильниках);
- упаковка для различных товаров (особенно хрупких), в том числе для пищевых;
- материал моделей, применяемых при литье (металлов) по газифицируемым моделям[6].